# Palhinha (football, 1950)
Pour les articles homonymes, voir Palhinha.
Vanderlei Eustáquio de Oliveira, né le 11 juin 1950 à Belo Horizonte et mort le 17 juillet 2023, est un footballeur international brésilien évoluant au poste d'attaquant. 
Il est connu dans le milieu footballistique sous le pseudonyme de « Palhinha » et notamment pour ses performances en Copa Libertadores, la plus prestigieuse compétition interclubs d'Amérique du Sud. 

## Biographie
Palhinha termine meilleur buteur de la Copa Libertadores 1976 avec 13 buts ce qui en fait à cette époque la 3e meilleure performance sur une édition. Au terme de la saison 2011-2012, il fait partie de la douzaine de joueurs à avoir inscrit 25 buts au minimum toutes éditions confondues et il est également le 4e meilleur buteur sur une édition après les 17 buts de Daniel Onega en 1966, les 15 buts de Luizão en 2000 et les 14 buts de Norberto Raffo en 1967.

## Palmarès
| Compétitions internationales           | Compétitions nationales |
| - Copa Libertadores - Vainqueur : 1976 |                         |